# Chicago-Marathon 2010
| 33. Chicago-Marathon    | 33. Chicago-Marathon             |
| ----------------------- | -------------------------------- |
| Stadt                   | Chicago, Vereinigte Staaten      |
| Datum                   | 10. Oktober 2010                 |
| Distanz                 | 42,195 Kilometer                 |
| Sieger                  |                                  |
| Männer                  | Samuel Kamau Wanjiru (2:06:24 h) |
| Frauen                  | Atsede Baysa (2:23:40 h)         |
| ← Chicago-Marathon 2009 | Chicago-Marathon 2011 →          |
| Website                 | Offizielle Website               |

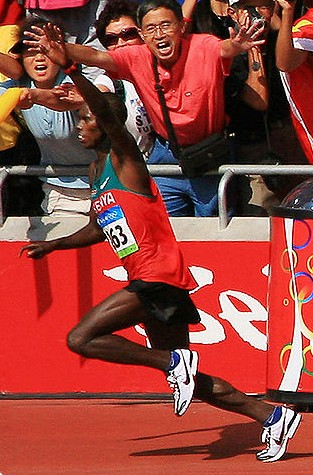
Sieger Samuel Kamau Wanjiru

Der Chicago-Marathon 2010 war die 33. Ausgabe der jährlich stattfindenden Laufveranstaltung in Chicago, Vereinigte Staaten. Der Marathon fand am 10. Oktober 2010 statt und war der vierte World Marathon Majors des Jahres.
Bei den Männern gewann Samuel Kamau Wanjiru in 2:06:24 h und bei den Frauen Atsede Baysa in 2:23:40 h.

## Ergebnisse

### Männer
| Platz | Athlet                   | Land               | Zeit (h) |
| ----- | ------------------------ | ------------------ | -------- |
| 01    | Samuel Kamau Wanjiru     | Kenia              | 2:06:24  |
| 02    | Tsegay Kebede            | Äthiopien          | 2:06:43  |
| 03    | Feyisa Lilesa            | Äthiopien          | 2:08:10  |
| 04    | Wesley Korir             | Kenia              | 2:08:44  |
| 05    | Vincent Kipruto          | Kenia              | 2:09:08  |
| 06    | Robert Kiprono Cheruiyot | Kenia              | 2:09:28  |
| 07    | Laban Moiben             | Kenia              | 2:10:48  |
| 08    | Jason Hartmann           | Vereinigte Staaten | 2:11:06  |
| 09    | Ridouane Harroufi        | Marokko            | 2:13:01  |
| 10    | Mike Sayenko             | Vereinigte Staaten | 2:14:27  |

### Frauen
| Platz | Athletin              | Land                | Zeit (h) |
| ----- | --------------------- | ------------------- | -------- |
| 01    | Atsede Baysa          | Äthiopien           | 2:23:40  |
| 02    | Marija Konowalowa     | Russland            | 2:23:50  |
| 03    | Desiree Davila        | Vereinigte Staaten  | 2:26:20  |
| 04    | Irina Mikitenko       | Deutschland         | 2:26:40  |
| 05    | Mamitu Daska          | Äthiopien           | 2:28:29  |
| 06    | Magdalena Lewy-Boulet | Vereinigte Staaten  | 2:28:44  |
| 07    | Kaori Yoshida         | Japan               | 2:29:45  |
| 08    | Jia Chaofeng          | Volksrepublik China | 2:30:35  |
| 09    | Tera Moody            | Vereinigte Staaten  | 2:30:53  |
| 10    | Fiona Docherty        | Neuseeland          | 2:32:17  |
| DSQ   | Lilija Schobuchowa    | Russland            | 2:20:25  |